# قایق نجات کلاس واونی
لایف‌بوت کلاس واونی (به انگلیسی: Waveney-class lifeboat) یک کلاس از کشتی است که طول آن ۴۴ فوت ۱۰ اینچ (۱۳٫۶۷ متر) می‌باشد.